# Drillbit Taylor
Drillbit Taylor (br Meu Nome É Taylor, Drillbit Taylor) é um filme de comédia de 2008 estrelado por Owen Wilson como o personagem homônimo e baseado em uma ideia original de John Hughes. Foi dirigido por Steven Brill e o roteiro foi escrito por Kristofor Brown e Seth Rogen. Paramount Pictures lançou o filme em 21 de março de 2008.
Drillbit Taylor foi o último filme de Hughes como um escritor antes de sua morte em 6 de agosto de 2009. Ele também usou o pseudônimo, Edmond Dantès, para este filme.

## Enredo
Ryan (Troy Gentile) e Wade (Nate Hartley) estão começando o ensino médio. No primeiro dia de escola, Ryan e Wade testemunham dois valentões, Filkins (Alex Frost) e Ronnie (Josh Peck) atacando um nerd, Emmit Oosterhaus (David Dorfman), empurrando-o em seu armário. Wade intervém e Filkins e Ronnie começam a pegar no pé de Ryan, Wade e Emmit.
Wade sugere a contratação de um guarda-costas. Eles colocam um anúncio na Internet, e acabam selecionando Drillbit Taylor (Owen Wilson). Taylor finge ser um especialista em artes marciais e mercenário, mas na verdade é um veterano da Guerra do Iraque e mendigo sem-teto que toma banho num chuveiros em uma praia pública e come o que vem de uma lixeira. Sua intenção real era roubar as crianças e usar o dinheiro para comprar uma passagem para o Canadá. Drillbit diz aos meninos para encontrar alguns interesses em comuns com Filkins e Ronnie. Ryan desafia Filkins a uma batalha de rap, mas se deixa levar e acaba por humilhar Filkins. Com Filkins bravo, ao lado de Ronnie, emboscam Ryan, Wade e Emmit, os meninos tentam usar uma tática que Drillbit lhes ensinou, mas acabam falhando. Os rapazes estão furiosos com os ensinamentos do Drillbit. Mas eles decidem trazê-lo para a escola como um professor substituto, e nessa qualidade, ele é capaz de protegê-los. Enquanto estava lá, Drillbit conhece uma professora, Lisa Zachey (Leslie Mann), e eles começam um relacionamento.
Certa manhã, quando sua mãe (Lisa Lampanelli) está levando-o para a escola, Ronnie vê Taylor tomando banho na praia, sua mãe revela que ele é um sem-teto. Ronnie diz tudo a Filkins e ele dá um soco em Drillbit. Mais tarde, na casa de Wade, eles pegam os amigos de rua de Drillbit roubando tudo.Drillbit confessa que seu verdadeiro nome é Bob e ele é desertor do Exército dos EUA. Os meninos demitem Drillbit, que mais tarde recupera todas as possessões da casa de Wade e os colocou de volta antes do retorno dos pais dele. Infelizmente, os garotos acidentalmente deixam escapar que contrataram Drillbit. Seus pais vão até o diretor da escola. Filkins se finge de inocente e encanta os adultos; Filkins continua a ridicularizar os meninos após o desaparecimento do Drillbit. As tensões finalmente explodiram quando Filkins interrompe a tentativa de Wade para pedir Brooke Nguyen (Valerie Tian) para sair. Sem perceber o que estava fazendo, Wade desafia Filkins para uma luta.
Ryan e Wade chegar na casa de Filkins, onde ele está dando uma festa; Ronnie aparece para ajudar Filkins. Emmit, que inicialmente se recusou a lutar, vem em seu auxílio e por um tempo faz com que Filkins se machuque, quase derrotando-o, mas Ronnie nocauteia Emmit quando ele tentava quebrar a perna Filkins. Drillbit aparece e Filkins lhe dá um soco. Drillbit se recusa a lutar até é revelado que Filkins é maior de idade, Drillbit rapidamente começa a lutar e bate em Filkins. Ele ia também bater em Ronnie, mas este diz que é menor de idade. Dentro de minutos, a polícia chega,  Filkins acorda e joga uma espada samurai contra os rapazes, mas Drillbit pega. Ele os salva, perdendo metade de seu dedo mindinho.
Filkins é preso e embarcado para Hong Kong, onde seus pais estão vivendo. Ronnie já não pode ridicularizar mas ninguém. Drillbit é levado para a cadeia, mas acaba sendo liberado dentro de três semanas. Ele encontra Lisa e os meninos.

## Elenco
- Owen Wilson como Bob "Drillbit" Taylor
- Nate Hartley como Wade Drennan
- Troy Gentile como Ryan "T-Dog" Anderson
- David Dorfman como Emmit Oosterhaus
- Alex Frost como Terry Filkins
- Josh Peck como Ronnie Lampanelli
- Leslie Mann como Lisa Zachey
- Danny McBride como Don Armstrong
- Stephen Root como Diretor Neville Doppler
- Ian Roberts como Jim
- Lisa Lampanelli como Mrs. Lampanelli
- Lisa Ann Walter como Delores Anderson
- Hynden Walch como Sra. Oosterhaus
- Valerie Tian como Brooke Nguyen
- David Bowe como o professor do sexo masculino
- Beth Littleford como Barbara Drennan
- Steve Bannos como garoto no cybercafé
- Chuck Liddell como ele mesmo
- Robert Allen Mukes como Bonecrusher
- Cedric Yarbrough como Bernie Hodge
- Tichina Arnold como a professora de fotografia
- Kevin Hart e Matt Besser como homens na loja de penhores
- Shaun Weiss como o motorista de ônibus
- Steven Brill como Doutor
- Mary-Pat Green como Enfermeira
- Jareb Dauplaise como Jareb

## Marketing
Marketing do filme incluiu promos de televisão e trailers, mas o ator Owen Wilson não realizou nenhuma entrevista para promover o filme. Em vez disso, a Paramount Pictures tinha feito introduções recordes com Wilson para shows de domingo à noite de horário nobre da Fox, como Os Simpsons, American Dad, King of the Hill, Family Guy, e Unhitched. O personagem de Drillbit também foi caracterizado como um "Superstar" na página RAW de WWE.com por um período de tempo. Agente de Wilson disse que sua disponibilidade foi limitada devido as filmagens de Marley & Me.
John Horn e Gina Piccalo do Los Angeles Times escreveram que o estúdio estava preocupado que os entrevistadores iriam da hospitalização de Wilson, no verão de 2007.

## Recepção

### Bilheteria
Em sua semana de estreia, o filme arrecadou US$10.2 milhões em 3,056 cinemas nos Estados Unidos e no Canadá, ficando em #4 nas bilheterias. O filme já arrecadou $ $32,862,104 nos Estados Unidos e $16,828,521 em países estrangeiros adicionando a um bruto mundial total de $49,690,625.

### Resposta da crítica
Drillbit Taylor recebeu em sua maioria comentários pobres, com Rotten Tomatoes, dando-lhe um ditado de 26%: "encantos de Owen Wilson não podem salvar Drillbit Taylor, um sem graça, excessivamente familiar comédia de intimidação adolescente" O filme recebeu uma classificação de 41/100 no Metacritic, indicando "críticas mistas ou médias".